# Iryanthera polyneura
Iryanthera polyneura är en tvåhjärtbladig växtart som beskrevs av Adolpho Ducke. Iryanthera polyneura ingår i släktet Iryanthera och familjen Myristicaceae. Inga underarter finns listade i Catalogue of Life.